# 拉里莫尔 (北达科他州)
拉里莫尔（英語：Larimore），是美国北达科他州下属的一座城市。根据2010年美国人口普查，该市有人口1,346人。2011年估计该市有人口1,340人，相对于2010年，增长率为?0.45%。